# أكوي تيرمي
أكوي تيرمي (بالإيطالية: Acqui Terme)‏ هي بلدية في مقاطعة ألساندريا في إقليم بييمونتي في إيطاليا.

## السكان
تطور النمو السكاني لـ أكوي تيرمي

## توأمة
لأكوي تيرمي اتفاقيات توأمة مع كل من:
- جنوة
- أرغوستولي

## أعلام
- كريستيانو كاراتي